# Icones Plantarum Koisikavenses
Icones Plantarum Koisikavenses, (abreujat Icon. Pl. Koisik.), va ser una sèrie de revistes il·lustrades amb descripcions botàniques que van ser editades pel botànic japonès Jinzo Matsumura en els anys 1911-1921. Es va publicar al Japó, en llatí i japonès en quatre volums amb 272 plaques d'il·lustració.